# Самохвалов, Вадим Григорьевич
Вадим Григорьевич Самохвалов (1925—1986) — советский генерал-лейтенант. Начальник Главного управления внутренних дел Московского городского исполнительного комитета (1973—1979). Начальник Штаба МВД СССР (1979—1981).

## Биография
Родился в 1925 году в городе Электростали Московской области в семье рабочих. 
С 1943 года в РККА, с 1944 года участник Великой Отечественной войны после окончания Московского пехотного училища. С 1945 года служил в войсках МВД СССР. В 1966 году окончил Военную академию Генерального штаба Вооружённых Сил СССР.
С 1969 года начальник Управления административной службы милиции МВД СССР. С 1973 года назначен начальником Главного управления внутренних дел Московского городского исполнительного комитета. 
С 1979 года назначен начальником Штаба МВД СССР. С 1981 года назначен заместителем начальника Главного управления ВВ МВД СССР.
С 1983 года в отставке. 